# Lúcio Rubélio Gêmino
Lúcio Rubélio Gêmino (em latim: Lucius Rubellius Geminus) foi um senador romano oriundo de Tibur eleito cônsul em 29 com Caio Fúfio Gêmino. Era neto de Rubélio Blando, um equestre famoso por ter sido o primeiro romano a ensinar retórica e irmão de Caio Rubélio Blando, cônsul em 18.